# Franz Starker
Franz Starker (* 7. April 1881 in Ziegenhals; † 9. April 1937 in Bremen) war ein deutscher Steinbildhauer und Bremer Politiker (SPD).

## Leben
Starker besuchte die Volksschule und erlernte den Beruf eines Steinbildhauers. Später wurde er Kleinhändler und danach Inhaber einer Steinhauerei in Bremen.
Er wurde Mitglied der SPD und der Gewerkschaft. Von 1917 bis 1922 war er in der USPD und von 1920 bis 1925 in den Parteien als lokaler Parteisekretär aktiv. Nach dem Ersten Weltkrieg war er von 1920 bis 1923 und von 1927 bis 1933 Mitglied der Bremischen Bürgerschaft.